# Xian de Baingoin
Pour les articles homonymes, voir Bange.
Le xian de Baingoin (班戈县 ; pinyin : Bāngē Xiàn ; tibétain : དཔལ་མགོན་རྫོང་ ; translittération Wylie : dpal mgon rdzong) est un district administratif de la région autonome du Tibet en Chine. Il est placé sous la juridiction de la préfecture de Nagchu.

## Climat
Les températures moyennes pour le district de Baingoin vont de −10,7 °C pour le mois le plus froid à +9,1 °C pour le mois le plus chaud, avec une moyenne annuelle de −0,4 °C, et la pluviométrie y est de 300,4 mm (chiffres arrêtés en 1990).

## Démographie
La population du district était de 31 797 habitants en 1999.